# سیاست در برزیل

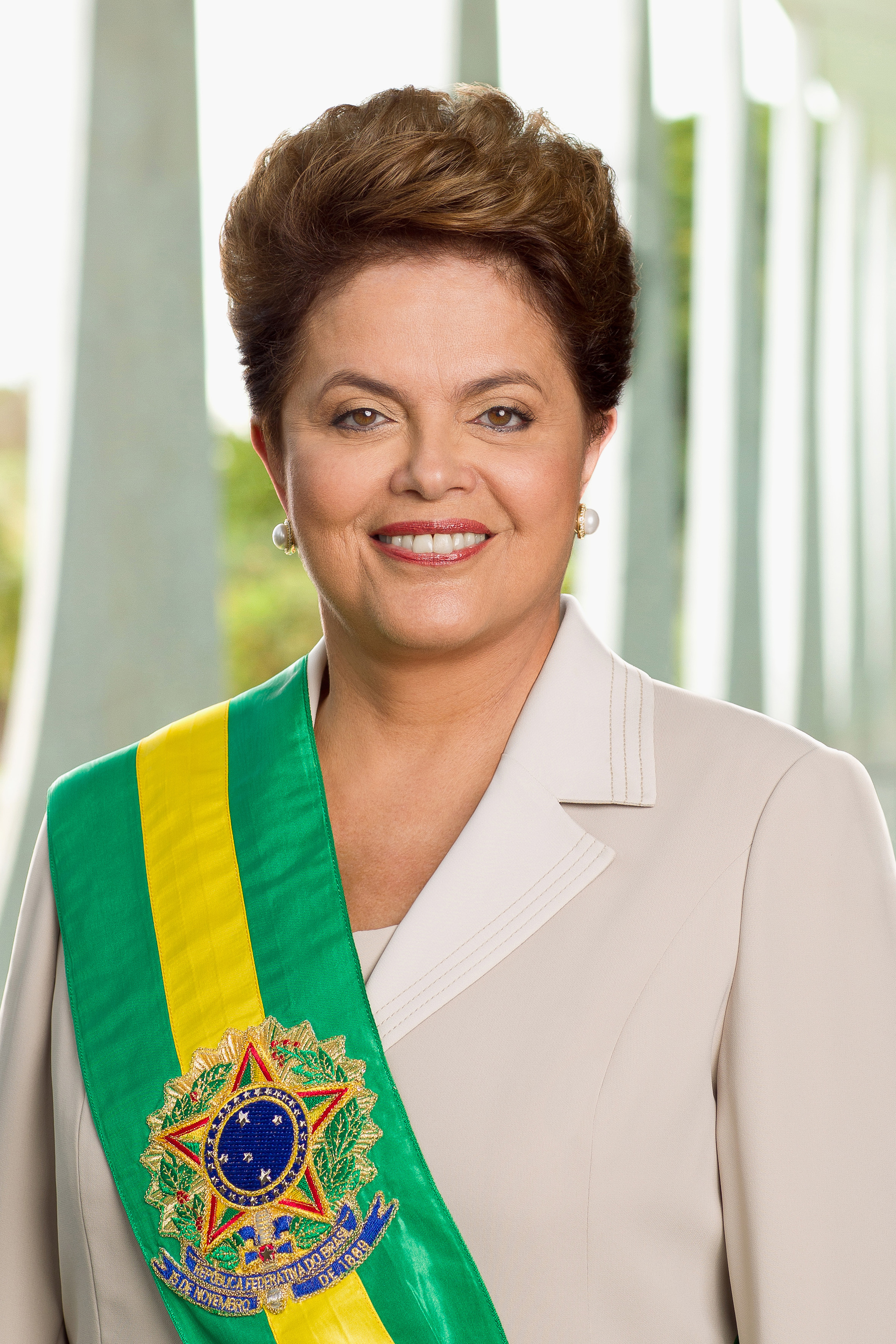
دیلما روسف رئیس سی و ششمین رئیس جمهور برزیل (از ۱ ژانویه ۲۰۱۱ می۲۰۱۶)

پایتخت برزیل برازیلیا نام دارد. بر اساس قانون اساسی مصوب ۱۹۸۸، برزیل دارای یک نظام ریاست‌جمهوری فدرال، دموکراسی دارای نمایندگان و نظام جمهوری است، که در آن ریاست‌جمهوری برزیل هم‌زمان ریاست دولت و ریاست حکومت را در اختیار دارد. سیاست برزیل در چارچوب یک جمهوری دموکراتیک نماینده ریاست جمهوری فدرال انجام می شود که در آن رئیس جمهور هم رئیس دولت و هم رئیس دولت است و هم یک سیستم چند حزبی . سازمان سیاسی و اداری برزیل شامل دولت فدرال ، ۲۶ ایالت و یک ناحیه فدرال و شهرداری ها می باشد.
یکی از اصول بنیادین سیاست در نظام جمهوری نظام چند حزبی است، که به عنوان ضمانت آزادی سیاسی در نظر گرفته می‌شود.

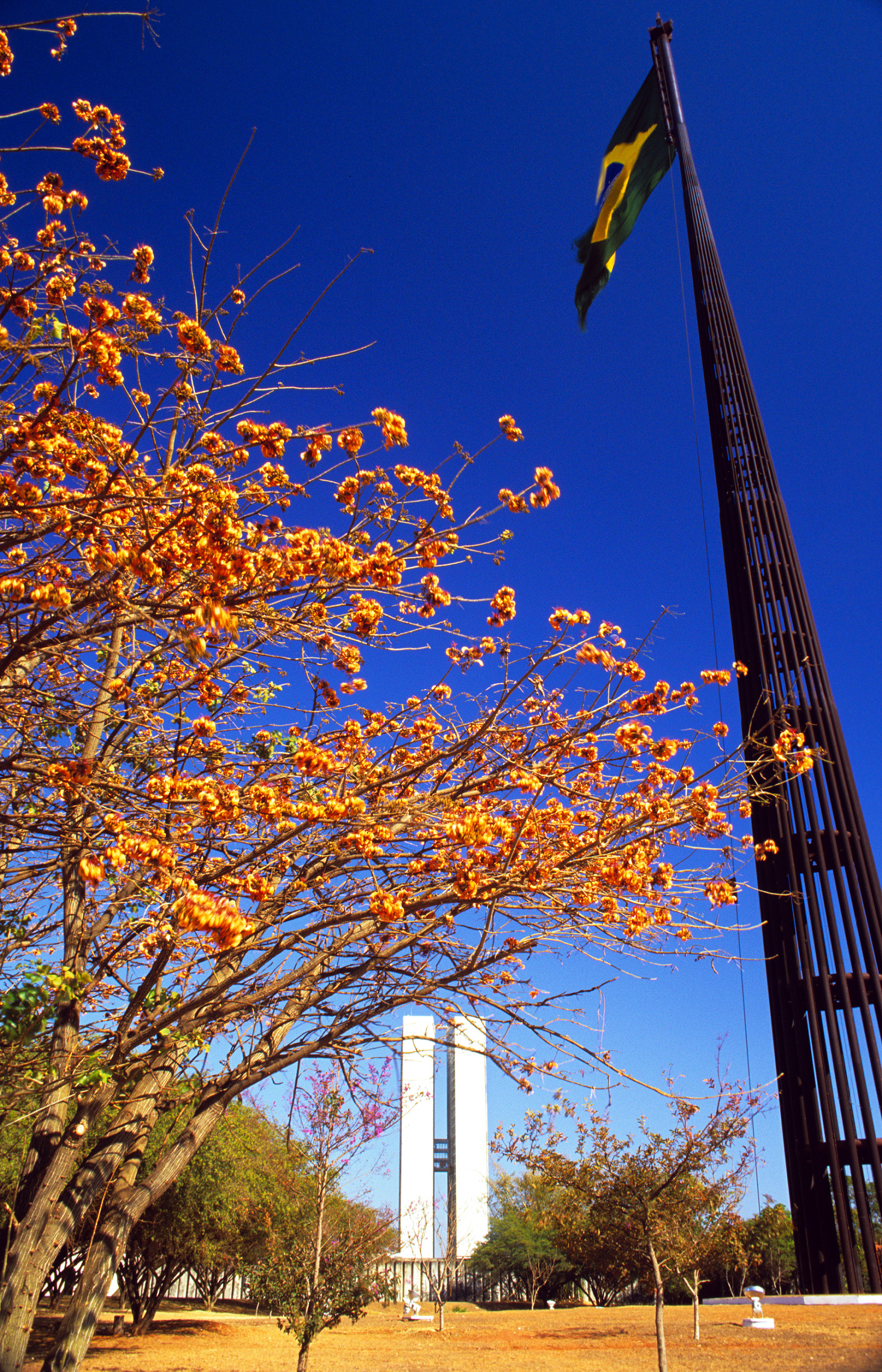
کنگره ملی در برازیلیا، پایتخت برزیل

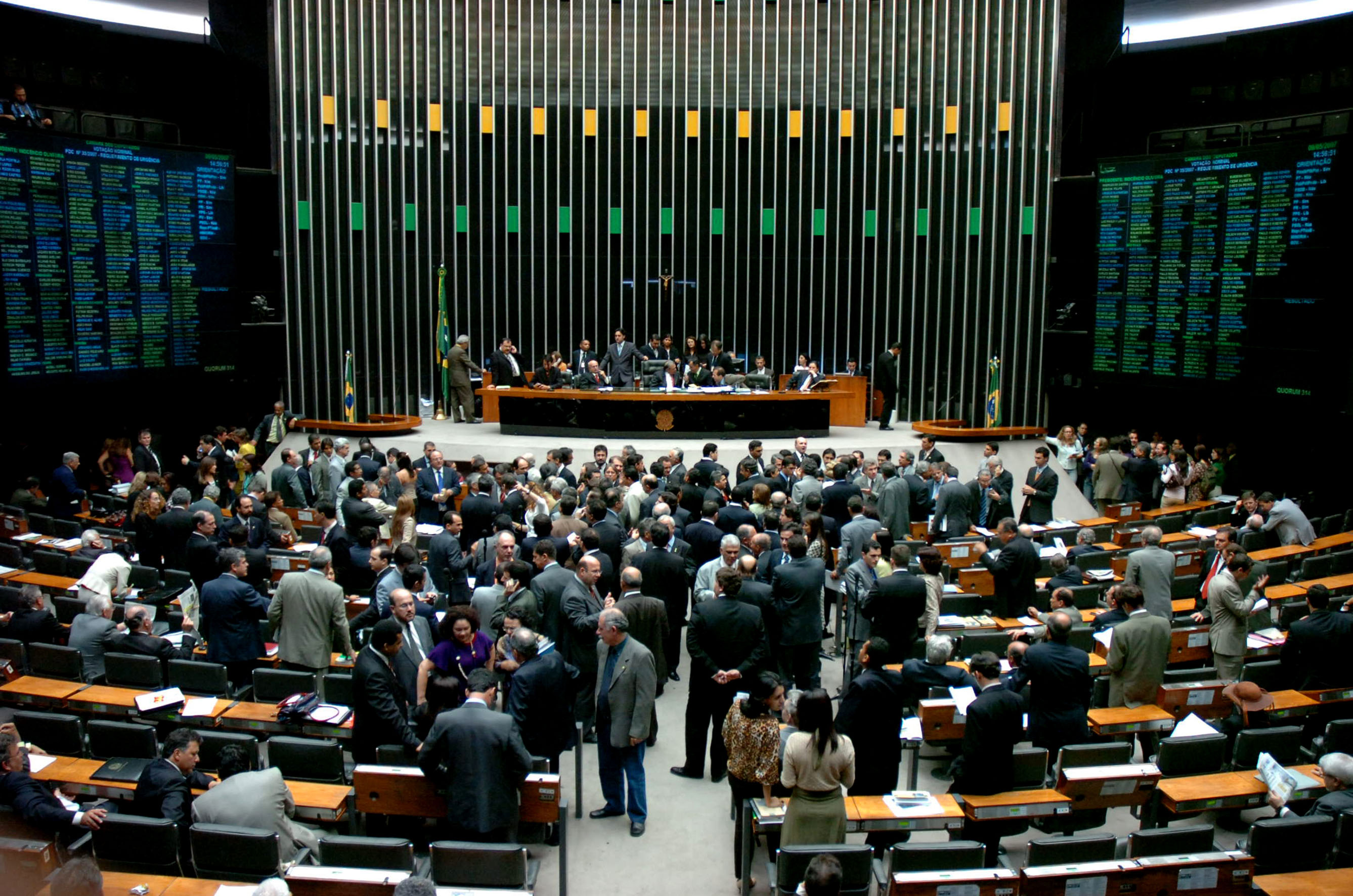
مجلس نمایندگان، مجلس سفلا

ساختار اداری حکومت فدراسیون است؛ گرچه، دربرزیل شهرداری‌ها واحدهای سیاسی مستقلی هستند که از این طریق نظام فدراسیون سه ضلعی می‌شود: این نظام متشکل از اتحادیه، ایالات، و شهرداری‌هاست. نظام حقوقی برزیل بر مبنای حقوق رومی است.
قدرت اجرایی اتحادیه توسط دولت اعمال شده، و ریاست آن را ریاست جمهوری بر عهده داشته که برای دوره‌های چهار ساله به این مقام منصوب می‌شود، و می‌تواند یک دوره دیگر نیز مجدداً به این سمت منصوب شود. قدرت قانون‌گذاری در اختیار کنگره ملی برزیل قرار دارد که از مجلس نمایندگان و مجلس سنا تشکیل شده‌است.  نمایندگان مجلس نمایندگان برزیل هر چهار سال یکبار به صورت نمایندگی نسبی برای ایالات به این سمت منصوب می‌شوند. نمایندگان سنای فدرال برزیل برای دوره‌های هشت ساله به این سمت منصوب می‌شوند. بر اساس روند معمول حقوقی قوه مجریه باید در قانونگذاری دخیل باشد، قوه مجریه می‌تواند قانون جدید را وتو کند، و از حق انحصاری ابتکار قانونگذاری در مسائلی خاص نیز برخوردار است.  علاوه بر این، در صورت بروز شرایط اضطراری، قوه مجریه ممکن است اقدام به اتخاذ «تدابیر احتیاطی» کند، که دارای قدرت قانون بوده و باید بلافاصله به اجرا گذاشته شود.  «تدابیر احتیاطی» برای ۱۲۰ روز به قدرت خود باقی بوده، مگر آنکه چنین تدابیری توسط کنگره لغو شود.

## مسائل دولت
در ۱۲ سال گذشته، نرخ مالیات برزیل به تدریج از حدوداً ۲۸ درصد تولید ناخالص داخلی به ۳۷ درصد افزایش یافته‌است  با این وجود، در بسیاری از خدماتی که دولت فدرال یا بیشتر دولت‌های ایالتی و شهری ارائه می‌کردند تفاوت چندانی حاصل نشد تا مردم باور کنند این افزایش عادلانه بوده‌است. اعتقاد بر این است که این امر دو دلیل اصلی دارد:
- نرخ بالای سودی که دولت بابت بدهی‌های خود می‌پردازد
- فساد سیاسی رایج

در سال‌های اخیر، اعضای قوه مجریه، قوه مقننه و قوه قضائیه در رسوایی‌های مستمری دخیل بوده و متهم به شرکت در ارتشا، اختلاس، پولشویی، بانک بی‌نام، تامین مالی مبارزات انتخاباتی از طرق غیرقانونی و ذخیره پول برای موارد غیر قانونی بوده‌اند.

## نگارخانه

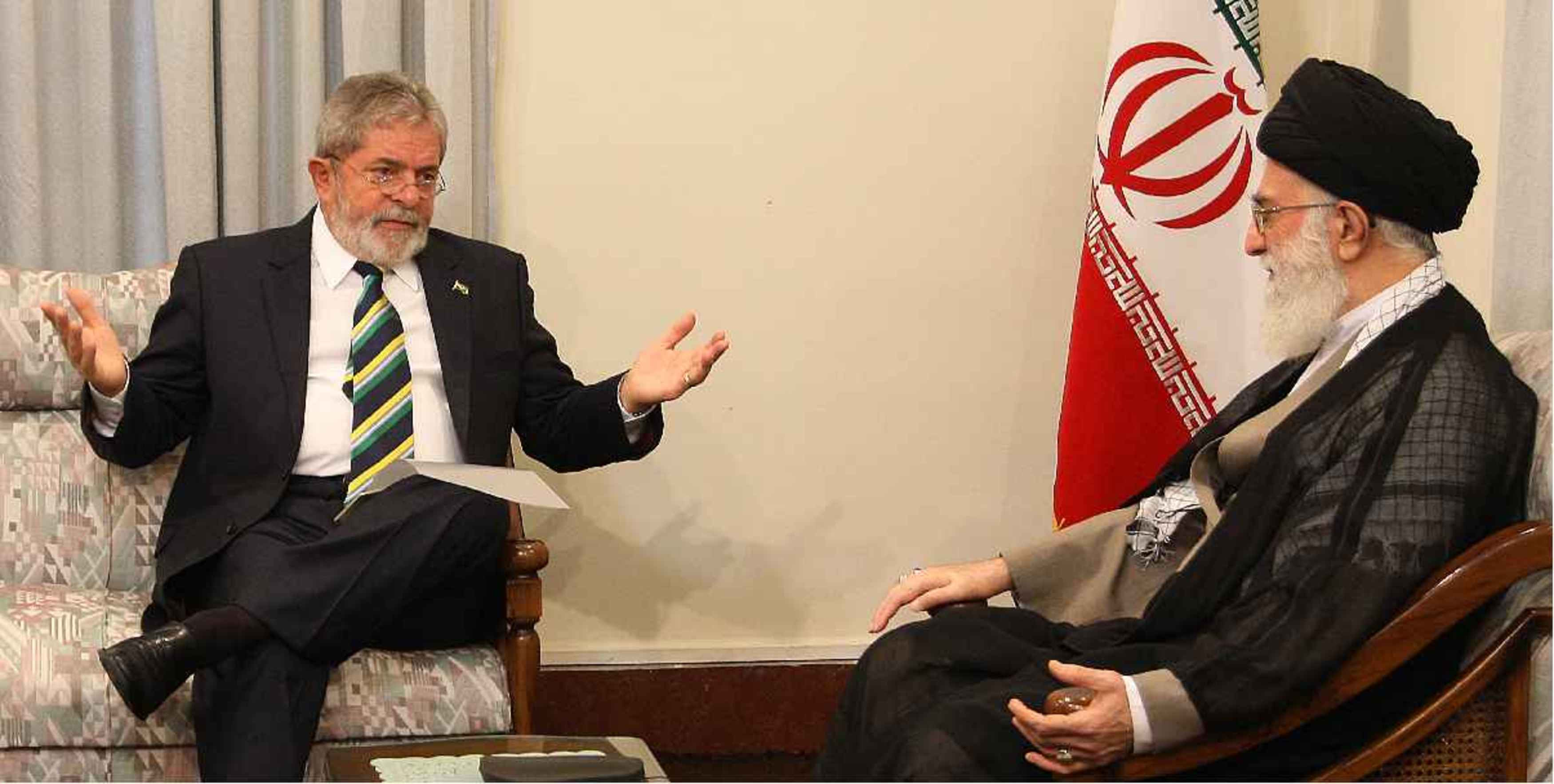
لولا داسیلوا رئیس‌جمهور برزیل و علی خامنه‌ای رهبر ایران
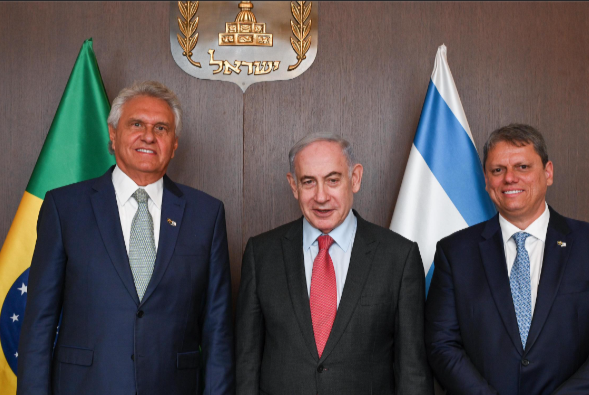
روابط دوجانبه برزیل و اسرائیل